# Квинт Фабий Пиктор (претор)
Квинт Фабий Пиктор (на латински: Quintus Fabius (Q. f. C. n.) Pictor) е политик на Римската република.

## Биография
Произлиза от фамилията Фабии, клон Пиктор. Син е на историка Квинт Фабий Пиктор и правнук на Квинт Фабий Пиктор, наречен така, защото бил художник (на латински pictor – художник).
През 189 пр.н.е. той е претор и получава провинция Сардиния, но е извикан обратно в Рим от понтифекс максимус, понеже бил фламен Квириналис. Той умира през 167 пр.н.е.
Неговият син Сервий Фабий Пиктор е вер. консул през 51 пр.н.е. (според Цицерон и автор на De Jure Pontificio).